# Chobo
Chobo, auch als Santa Rosa de Chobo bekannt, ist eine Ortschaft und eine Parroquia rural („ländliches Kirchspiel“) im Kanton Milagro in der ecuadorianischen Provinz Guayas. Die Parroquia besitzt eine Fläche von 42,28 km². Die Einwohnerzahl lag im Jahr 2010 bei 5421.

## Lage
Die Parroquia Chobo liegt im Küstentiefland knapp 30 km östlich der Großstadt Guayaquil. Der Río Milagro durchquert das Verwaltungsgebiet in westlicher Richtung. Der Río Chimbo (auch Río Yaguachi) fließt entlang der südlichen Verwaltungsgrenze in westnordwestliche Richtung. Der Ort Chobo befindet sich etwa 4,5 km westlich vom Kantonshauptort Milagro. Die westliche Route der E25, die das Stadtzentrum von Milagro westlich umgeht, führt an Chobo vorbei.
Die Parroquia Chobo grenzt im Osten an das Municipio von Milagro, im Süden an die Parroquia Yaguachi Viejo sowie im Nordwesten an die Parroquia Yaguachi Nuevo (die beiden Parroquias gehören zum Kanton San Jacinto de Yaguachi).

## Orte und Siedlungen
Neben dem Hauptort (cabecera parroquial) gibt es folgende größere Siedlungen in der Parroquia Chobo: Paraíso und das Recinto Rancho del Sol.

## Geschichte
Die Parroquia wurde am 25. April 1892 als „Santa Rosa de Chobo“ im Kanton Yaguachi gegründet. Später wurde die Parroquia in den Kanton Milagro überführt.